# 平島成夫
平島 成夫（ひらし ましげお、1927年（昭和2年） - 1993年（平成5年）4月14日）は、日本の教育者。元高松短期大学教授。

## 略歴
福岡県で生まれ。法政大学文学部卒業。国語教師として都立高校で教鞭を執る傍ら、NHK教育放送の常任講師、日本文学協会の『国語教育』の編集委員を務める。
1980年（昭和55年）から中国上海の華東師範大学や広州外国語学院大学（現・広東外語外貿大学）大学院で、さらにブラジルの連邦大学で日本語教育と日本語教育課程の作成に携わる。
1986年（昭和61年）に帰国し、高松短期大学教授に就任する。
1993年（平成5年）4月14日に死去、66歳没。

## 著書
- 『上海の日本語専家』（リブロポート、1983）
- 『古文読解のための古典文法問題選』（秀英出版、1988）
- 『入試「小論文」の速攻法』（学生社、1989）
- 『入試「現代文」の速攻法』（学生社、1990）
- 『入試「古文」の速攻法』（学生社、1992）

## 共著
- 『小論文速攻問題集 B』中島義彦（学生社、1989）

## 監修
- 『中学国語のスキル演習　読解編』（駿台文庫、1992）